# Mariano Fontecilla de Santiago Concha
Mariano Melchor Oliverio Fontecilla de Santiago-Concha (Santiago de Chile, 28 de noviembre de 1924) es un diplomático y abogado chileno.

## Biografía
Nació en la casa de su bisabuela Emiliana Subercaseaux de Concha, el 28 de noviembre de 1924, hijo único de Mariano Fontecilla Varas y Olivia de Santiago Concha Valdés. Estudio en el Colegio San Ignacio en Alonso de Ovalle, y luego derecho en la Universidad de Chile, en donde se tituló de abogado en 1950.
Fue ministro consejero en España hasta 1975, año en que regresó a Chile para asumir como director de la Academia Diplomática de Chile. En 1987, tuvo un papel importante durante la visita de Juan Pablo II.
Fue embajador de su país en España y en los países nórdicos.
Para el cambio de mando al fin de la dictadura militar, volvió a Chile para su coordinación y encargarse de las relaciones diplomáticas del Congreso Nacional. Conserva la categoría única de embajador emérito, y es el funcionario público más antiguo de Chile.

### Vida personal
Contrajo matrimonio en 1950 con Isabel Margarita Lira Vergara, quien falleció el 2000. Fueron padres de:
- Mariano (1951), V marqués de Montepío.[5]
- Enrique Daniel (1952), V marqués de Rocafuerte.[6]
- Rodrigo (1956)
- Francisco Antonio (1961)

### Condecoraciones extranjeras
- Gran Cruz de la Orden pro Merito Melitensi ( Orden de Malta, 1993).

- Gran Cruz de la Orden El Sol del Perú ( Perú).

- Gran Oficial de la Orden de la Estrella de la Solidaridad Italiana ( Italia, 2009).

- Gran Cruz de la Orden del Libertador San Martín ( Argentina, 2015).